# Serafim Kupčevski
Serafim Kupčevski (Adjigola pokraj Odese, 28. rujna 1894. – Zagreb, 29. lipnja 1945.), bio je pravoslavni svećenik.

## Životopis
Teologiju je završio u Beogradu a uoči sloma Kraljevine Jugosalvije bio je paroh u Ivanić-Gradu. Nakon što je uspostavljena NDH i osnovana Hrvatska pravoslavna crkva 1942. godine (pri čijem osnutku je bio član Odbora za ustrojstvo) postaje eparhijski namjesnik i paroh zagrebački. Serafim Kupčevski poslije sloma NDH uhićen je te od Vojnog suda Komande grada Zagreba, 29. lipnja 1945. godine, osuđen na smrt strijeljanjem.
23. rujna 2010. godine i Ruska Istino Pravna Pravoslavna Zagranična Crkva (RIPC) u Odesi proglasila je Preosv. Germogena i ostale, 1945. godine, umorene svećenike HPC-a pravoslavnim mučenicima.

## Vanjske poveznice
- (engl.) Miloš Obrknežević, Development Of Orthodoxy In Croatia And The Croatian Orthodox Church, prijevod članka iz Hrvatske revije objavljenoga 1979. godine
- Na 66.obljetnicu smrti hrvatskih pravoslavnih svećenika svi umoreni proglašeni su mučenicima-svecima, članak na hrvatskipravoslavci.com